# Stone Temple Pilots
Die Stone Temple Pilots sind eine aus San Diego in Kalifornien stammende US-amerikanische Rockband. Sie wurde im Zuge der Hochphase des Grunge bekannt. Die Band löste sich im Jahr 2003 auf, im Frühling 2008 kam es zu einer Wiedervereinigung. 2013 trennte sich die Band von Sänger Scott Weiland, sein Nachfolger wurde Chester Bennington. Im November 2015 verließ Bennington die Gruppe wieder, einen Monat später verstarb Weiland. Seit 2017 ist Jeff Gutt Sänger der Stone Temple Pilots.
Die ersten fünf Alben der Band verkauften sich allein in den Vereinigten Staaten über 17 Millionen Mal. Die Band erreichte 15 Top-Ten-Singles in den Billboard Rock Charts, davon sechs Nummer-eins-Hits. Das Album Purple aus dem Jahr 1994 erreichte den ersten Platz in den Billboard Pop Charts. Die STP gewannen 1994 den Grammy für die Beste Hard-Rock-Darbietung mit Gesang für den Titel Plush vom Album Core.

## Bandgeschichte

### Ursprünge
Zwei Gründungsmitglieder der Band, Scott Weiland und Corey Hickok, lernten sich 1983 nach der Rückkehr von Weilands Familie aus Chagrin Falls, Ohio, in Huntington Beach, Kalifornien, kennen, während beide auf eine dortige Highschool gingen. Der Gitarrist Hickok hatte bereits mit seinem Bruder in einer Band gespielt und fragte nach deren Auflösung bei Weiland an, ob er als Sänger in eine neue eintreten wolle, da Weiland in Ohio bereits in einem Schulchor gesungen hatte. Gemeinsam mit dem Bassisten Dave Stokes und Schlagzeuger David Allin bildeten sie die Gruppe Soi-Disant. Nach Allins Ausstieg ersetzte ihn Scott Tubbs, zudem kam Britt Willits als Keyboarder dazu.
Nach einiger Zeit reifte in Hickok der Wunsch, die Band weiterzuentwickeln. Während eines Auftritts der Band 1987 in einem Dance-Club für über 21-Jährige – zu dem sich die Bandmitglieder mit gefälschten Ausweisen Zutritt verschafft hatten – fragte sie unter dem Publikum nach einem E-Bass-Spieler, als sich Robert DeLeo meldete und mit der Band zusammen auftrat. In DeLeos eigenem Studio in Long Beach, Kalifornien nahmen er, Weiland und Hickok mehrere Stücke auf. Die drei einigten sich im Oktober 1987 auf eine Zusammenarbeit und gründeten die Band Swing. Für die Position des Schlagzeugers schalteten sie Werbeanzeigen in einer Zeitschrift. Nach einiger Zeit kam Eric Kretz auf die Musiker zu, überzeugte sie mit seinem Spiel und wurde in die Gruppe aufgenommen.
Später zog die Band gemeinsam mit Weilands Freundin in eine Wohnung in Culver City, Kalifornien, um räumlich näher an Los Angeles zu wohnen. Dort kam die Gruppe mit No Doubt und Tom Morellos Band Lock Up in Kontakt, mit denen sie gemeinsam auftrat. Bis zu dieser Zeit übernahm Hickok allein das Songschreiben, bis DeLeo sich ebenfalls beteiligte und einige Stücke eigenständig schrieb. Mit der Zeit übernahm DeLeo das Songschreiben komplett, wobei Hickok nur noch unterstützend agierte. Zu den ersten Veröffentlichungen der Band gehört u. a. das Stück Love Machine, das stark durch den Funk der 1970er Jahre geprägt ist.
Im Anschluss an diese Zeit orientierte sich die Band immer mehr an der Rockmusik der 1970er Jahre, wobei sich insbesondere Weiland von The Doors und gesanglich vom Stil Jim Morrisons inspirieren ließ. In Einheit mit dieser Stiländerung passte sich auch die Verwendung der Instrumente an. So fand das Keyboard keine Verwendung mehr, weshalb Willits die Band verließ. Im Zuge dieser Veränderung benannte sich die Gruppe 1989 in Mighty Joe Young um. Gleichzeitig regte sich in der Band der Wunsch, sich dem Klang der allgemeinen Rockmusik der Zeit anzupassen; insbesondere sollte es mehr Gitarrensoli geben. Hickok verließ die Gruppe, und Robert DeLeos Bruder Dean stieg als Gitarrist ein.

### Durchbruch
Die Band hatte nun ihre klassische Besetzung aus Weiland, Kretz sowie Dean und Robert DeLeo gefunden. Durch Aufkleber mit den Buchstaben STP (eine Motorenölmarke) inspiriert, versuchten die Musiker, einen Namen daraus zu entwickeln, und nannten sich daraufhin Shirley Temple’s Pussy. Nach Demoaufnahmen und Auftritten nahm Atlantic Records die Band 1992 unter Vertrag und brachte sie dazu, sich künftig Stone Temple Pilots zu nennen. Im selben Jahr erschien im November mit Core das erste Album der Band, das sich zu einem großen Erfolg entwickelte. Bis heute ist Core rund 7 Millionen Mal allein in den USA verkauft worden. Der dynamische, anfangs stark vom Grunge beeinflusste Hardrock der Band brachte den Mitgliedern neben einer wachsenden Anhängerschaft auch die Häme vieler Kritiker ein, die die Musik für epigonal und zu kommerziell hielten: Nicht wenige Rezensenten beschäftigten sich in der Folge eher mit den (tatsächlichen oder vermeintlichen) Anleihen bei Bands wie Soundgarden oder Pearl Jam sowie teils auch mit den Drogenproblemen des Sängers Scott Weiland, die sich in der Folge verschärften. Die Singles Plush und Creep wurden in den Staaten und Europa derweil große Erfolge, und die vielfach bissige Berichterstattung in der Fachpresse konnte dem Erfolg der Band nicht viel anhaben. Eine Vielzahl der Alben wurde durch Brendan O’Brien produziert.

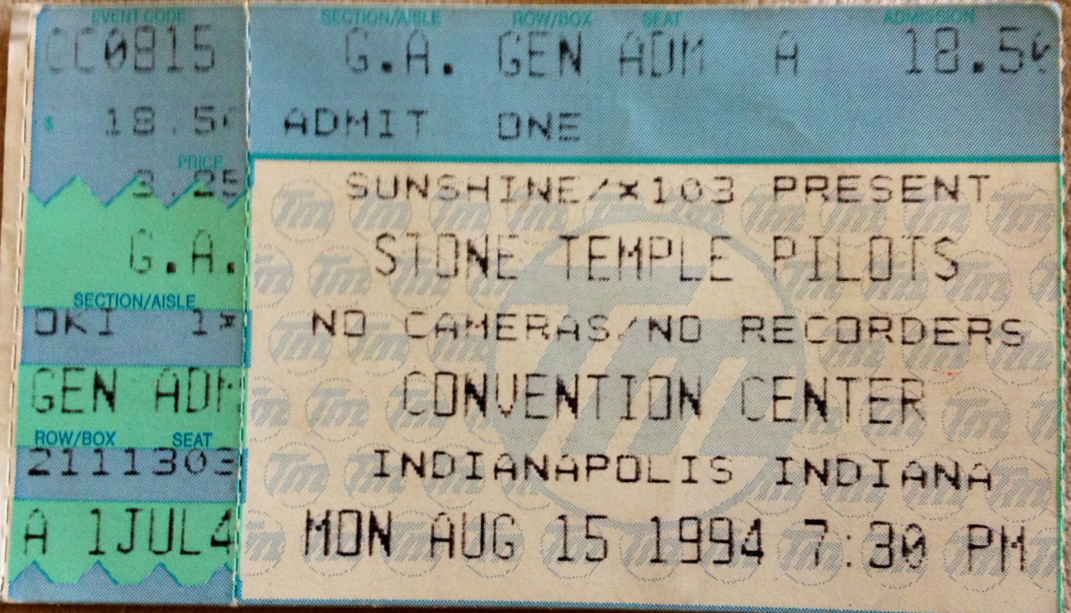
Purple-Konzertreisekarte, 1994

Im Mai 1994 folgte das Album Purple, mit dem sich die Band durch einen etwas poppigeren Stil von der Grungeszene löste. Durch das Einfügen psychedelischer Elemente prägte die Band stärker einen eigenen Stil. Das Album stieg sofort auf Platz 1 in den Billboard Charts und hielt sich dort drei Wochen. Die Singles Vasoline und vor allem der eingängige Interstate Love Song wurden große Hits. Mit dem Erfolg verschlimmerten sich aber auch die Drogenprobleme des Sängers, der seit 1993 heroinabhängig war, weiter; die 1995 begonnenen Sessions in einem Studio, um neues Material einzuspielen, scheiterten an der mangelnden Disziplin Weilands, der jetzt immer öfter unentschuldigt abwesend war und den Verpflichtungen der Band fernblieb.
Das Album Tiny Music… Songs From The Vatican Gift Shop erschien schließlich Ende März 1996 und stieg auf Platz 5 der Charts ein. Die Veröffentlichung erhielt Doppelplatin für über zwei Millionen verkaufte Exemplare. Das Songmaterial war einerseits von sehr unterschiedlicher Qualität; andererseits verstummten jetzt erstmals viele Kritiker, die der Band zuvor Uneigenständigkeit vorgeworfen hatten. Die Stone Temple Pilots präsentierten eine deutlich 60ies-lastige Platte, die an den Beatles geschult war und zwischen Pop-Grandezza und Hard Rock hin- und herpendelte. Je stärker die Entwicklung der Band als Musiker voranschritt, desto mehr sanken aber auch die Plattenverkäufe. Die Kritik wies zwar darauf hin, dass es der Band nun offenbar gelinge, einen eigenen Stil zu entwickeln, das Publikum zeigte sich jedoch ungnädig. Abgesagte Tourneen und Auftritte waren aufgrund der Drogensucht Weilands zudem an der Tagesordnung und verhinderten eine entsprechende Promotion des Materials.
Die Mitglieder widmeten sich schließlich 1997 Soloprojekten. So nahm Weiland 1998 sein Album 12 Bar Blues auf, während die verbleibenden drei Musiker mit dem Sänger von Ten Inch Men, Dave Coutts, das Album Talk Show einspielten.
1999 nahmen die Stone Temple Pilots das Album No. 4 auf, welches stilistisch einen Querschnitt aus den vorangegangenen Alben enthielt: Das zerfahrene Element von Weilands Soloplatte, die 60ies-Einflüsse der übrigen Band und der psychedelische Hardrock der ersten beiden Alben prägten die Platte. Zur ersten Single Down konnte kein Video gedreht werden, da Scott Weiland gegen seine Bewährungsauflagen verstoßen hatte und für fünf Monate ins Gefängnis musste. Die Band griff daher auf Archivmaterial zurück. Die Single Sour Girl war indes in Deutschland ein kleinerer Erfolg.
Bei der nachfolgenden Tour durch die Vereinigten Staaten absolvierte die Band rund 200 Auftritte, ein Teil davon fand mit den Red Hot Chili Peppers statt. Das Album No. 4 erhielt schließlich Platin für vier Millionen verkaufte Platten in den USA.

### Auflösung, Wiedervereinigung und wechselnde Sänger (ab 2003)
Im Jahr 2001 erschien das vorerst letzte Album der Band, Shangri-La Dee Da. Die Stone Temple Pilots gingen mit Staind und Linkin Park auf Tour. Ihr letztes Konzert vor der Auflösung spielte die Band im Oktober 2002 in Texas. Dabei kam es Backstage zu einer Prügelei zwischen Scott Weiland und Dean DeLeo. Es folgte im selben Jahr das Best-of-Album Thank you. Obwohl DeLeo und Weiland sich 2004 versöhnten, gingen die Bandmitglieder von dort an vorerst getrennte Wege.
Sänger Scott Weiland gründete im Jahre 2003 mit ehemaligen Mitgliedern von Guns N’ Roses die All-Star-Band Velvet Revolver. Dean und Robert DeLeo gründeten 2005 mit Richard Patrick von Filter die Band Army of Anyone. Schlagzeuger Eric Kretz eröffnete das Bomb Shelter Studio in Los Angeles. Scott Weiland verließ Velvet Revolver im April 2008; kurz darauf kam es zur Wiedervereinigung seiner alten Band: Am 21. Mai 2010 veröffentlichten die Stone Temple Pilots das erste neue Studioalbum seit 2001, es hieß schlicht Stone Temple Pilots und stieß bei den Fans auf positive Resonanz. Es folgten zahlreiche Auftritte auf mehreren Kontinenten.
Am 28. Februar 2013 gab die Band über die Website überraschend bekannt, dass man sich per "offizieller Kündigung" von Sänger Scott Weiland getrennt habe. Die Gründe hierfür wurden zunächst noch nicht angegeben. Am 19. Mai 2013 wurde dann bekannt, dass Chester Bennington der neue Sänger der Band sei. Bennington, der bereits 2001 einmalig mit den Stone Temple Pilots gearbeitet hatte, trat gemeinsam mit der Band auf, die dabei unter anderem den neuen Song Out of Time spielte. Er war zugleich Frontmann seiner bisherigen Band Linkin Park geblieben.
Während Scott Weiland sich öffentlich zu Wort meldete und feststellte, weder habe er die Stone Temple Pilots, die er mitgegründet habe, verlassen noch sei es rechtens, wenn die drei anderen Musiker mit Bennington als Stone Temple Pilots aufträten, wurde gleichzeitig bekannt, dass seine bisherigen Kollegen ihn verklagt hatten, da er während der letzten Tournee durch Unzuverlässigkeit erhebliche finanzielle Verluste und Vertragsbrüche zu verantworten gehabt habe.
Im Oktober 2013 erschien mit High Rise die erste und einzige EP mit Chester Bennington. Anfang November 2015 verließ Bennington die Band. Sowohl er als auch die Band erklärten, die Trennung voneinander sei einvernehmlich. Bennington gab Termine mit Linkin Park und familiäre Gründe an, die „eine Fortführung seiner Zeit als Sänger von STP unmöglich“ zuließen. Bennington starb im Juli 2017.
Am 3. Dezember 2015 wurde Scott Weiland kurz vor einem Auftritt in Bloomington, Minnesota leblos im Tourbus seiner Band Scott Weiland & The Wildabouts aufgefunden. Er starb mit 48 Jahren.

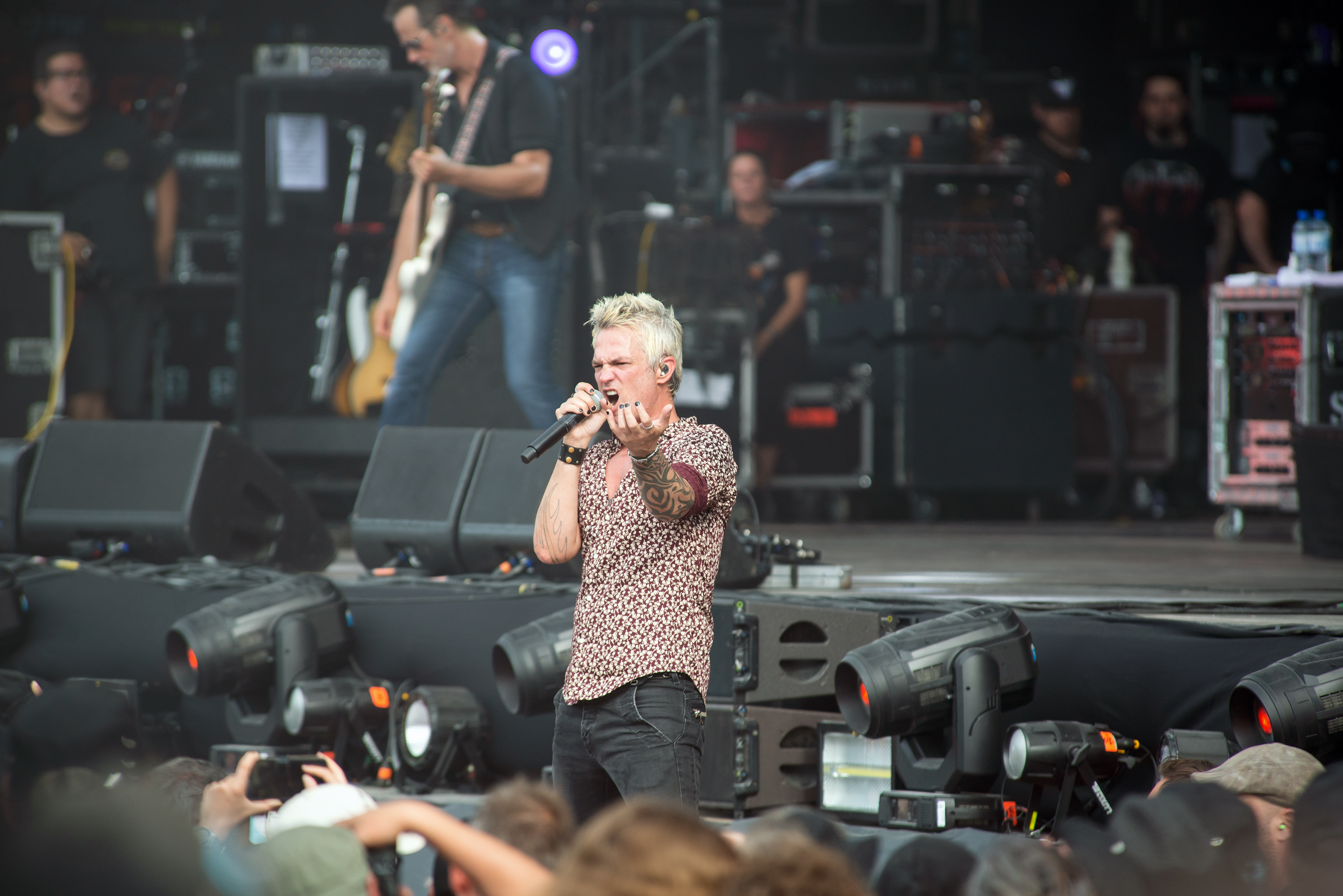
Jeff Gutt (hier 2019) ist seit 2017 Leadsänger der Band.

Nachdem die Position des Sängers in der Band durch den Abgang Benningtons abermals vakant war, entschied sich die Band im Februar 2016, den Posten durch ein Casting neu zu besetzen. Das Vorsingen begann am 18. April 2016. Am 14. November 2017 präsentierte sich die Band mit ihrem neuen Sänger Jeff Gutt, der aus dem Vorsingen hervorgegangen war. Am selben Tag veröffentlichte die Band die Single Meadow und trat unter dem Titel Stone Temple Pilots Reborn wieder live auf. Zudem kündigte die Band ein neues Album für die erste Hälfte des Jahres 2018 an, das – wie das sechste Studioalbum aus dem Jahr 2010 – selbstbetitelt war und am 16. März des Jahres veröffentlicht wurde. 2020 veröffentlichte die Band ihr zweites Album mit Gutt, „Perdida“, welches ein ausschließliches Akustik-Album ist. Im Vornherein wurden die Singles „Fare Thee Well“ und „Three Wishes“ sowie der Titelsong des Albums veröffentlicht.

## Diskografie
| Jahr | Titel Musiklabel                                               | Höchstplatzierung, Gesamtwochen, AuszeichnungChartplatzierungen (Jahr, Titel, Musiklabel, Platzierungen, Wochen, Auszeichnungen, Anmerkungen) | Höchstplatzierung, Gesamtwochen, AuszeichnungChartplatzierungen (Jahr, Titel, Musiklabel, Platzierungen, Wochen, Auszeichnungen, Anmerkungen) | Höchstplatzierung, Gesamtwochen, AuszeichnungChartplatzierungen (Jahr, Titel, Musiklabel, Platzierungen, Wochen, Auszeichnungen, Anmerkungen) | Höchstplatzierung, Gesamtwochen, AuszeichnungChartplatzierungen (Jahr, Titel, Musiklabel, Platzierungen, Wochen, Auszeichnungen, Anmerkungen) | Höchstplatzierung, Gesamtwochen, AuszeichnungChartplatzierungen (Jahr, Titel, Musiklabel, Platzierungen, Wochen, Auszeichnungen, Anmerkungen) | Höchstplatzierung, Gesamtwochen, AuszeichnungChartplatzierungen (Jahr, Titel, Musiklabel, Platzierungen, Wochen, Auszeichnungen, Anmerkungen) | Anmerkungen                                                    |
| Jahr | Titel Musiklabel                                               | DE | AT | CH | UK | US | Rock | Anmerkungen                                                    |
| ---- | -------------------------------------------------------------- | --- | --- | --- | --- | --- | --- | -------------------------------------------------------------- |
| 1992 | Core Atlantic Records                                          | DE53 (14 Wo.)DE | AT21 (10 Wo.)AT | CH36 (1 Wo.)CH | UK27 Silber · (8 Wo.)UK | US3 ×8Achtfachplatin · (117 Wo.)US | Rock8 (2 Wo.)Rock | Erstveröffentlichung: 29. September 1992 Verkäufe: + 8.330.000 |
| 1994 | Purple Atlantic Records                                        | DE15 (17 Wo.)DE | AT18 (15 Wo.)AT | CH25 (10 Wo.)CH | UK10 Silber · (12 Wo.)UK | US1 ×6Sechsfachplatin · (64 Wo.)US | — | Erstveröffentlichung: 7. Juni 1994 Verkäufe: + 6.540.000       |
| 1996 | Tiny Music … Songs from the Vatican Gift Shop Atlantic Records | DE47 (9 Wo.)DE | AT37 (3 Wo.)AT | CH41 (1 Wo.)CH | UK31 (2 Wo.)UK | US4 ×2Doppelplatin · (50 Wo.)US | — | Erstveröffentlichung: 26. März 1996 Verkäufe: + 2.135.000      |
| 1999 | No. 4 Atlantic Records                                         | DE41 (3 Wo.)DE | — | — | — | US6 Platin · (40 Wo.)US | — | Erstveröffentlichung: 26. Oktober 1999 Verkäufe: + 1.100.000   |
| 2001 | Shangri-La Dee Da Atlantic Records                             | DE72 (1 Wo.)DE | — | — | — | US9 Gold · (10 Wo.)US | — | Erstveröffentlichung: 19. Juni 2001 Verkäufe: + 550.000        |
| 2010 | Stone Temple Pilots Atlantic Records                           | DE52 (1 Wo.)DE | AT54 (1 Wo.)AT | CH36 (1 Wo.)CH | UK80 (1 Wo.)UK | US2 (8 Wo.)US | Rock1 (7 Wo.)Rock | Erstveröffentlichung: 21. Mai 2010                             |
| 2018 | Stone Temple Pilots Rhino Records                              | DE94 (1 Wo.)DE | — | CH44 (1 Wo.)CH | — | US24 (1 Wo.)US | Rock4 (1 Wo.)Rock | Erstveröffentlichung: 16. März 2018                            |
| 2020 | Perdida Rhino Records                                          | — | — | CH70 (1 Wo.)CH | — | — | Rock37 (1 Wo.)Rock | Erstveröffentlichung: 7. Februar 2020                          |

grau schraffiert: keine Chartdaten aus diesem Jahr verfügbar